# Open Saint-Gaudens Midi Pyrénées 2012
L'Open Saint-Gaudens Midi Pyrénées 2012 è stato un torneo professionistico di tennis femminile giocato sull'erba. È stata la 9ª edizione del torneo, che fa parte dell'ITF Women's Circuit nell'ambito dell'ITF Women's Circuit 2012. Si è giocato a Saint-Gaudens in Francia dal 14 al 20 maggio 2012.

## Partecipanti

### Teste di serie
| Nazionalità | Giocatrice           | Ranking* | Testa di serie |
| ----------- | -------------------- | -------- | -------------- |
| Russia      | Aleksandra Panova    | 79       | 1              |
| Romania     | Edina Gallovits-Hall | 85       | 2              |
| Paesi Bassi | Arantxa Rus          | 87       | 3              |
| Stati Uniti | Irina Falconi        | 100      | 4              |
| Regno Unito | Heather Watson       | 110      | 5              |
| Ungheria    | Melinda Czink        | 122      | 6              |
| Russia      | Valerija Savinych    | 125      | 7              |
| Regno Unito | Laura Robson         | 126      | 8              |

- Ranking al 7 maggio 2012.

### Altre partecipanti
Giocatrici che hanno ricevuto una wild card:
- Jessica Ginier
- Myrtille Georges
- Victoria Larrière
- Tatjana Maria

Giocatrici che sono passate dalle qualificazioni:
- Naomi Broady
- Richèl Hogenkamp
- Mervana Jugić-Salkić
- Melanie Oudin
- Leticia Costas Moreira (lucky loser)
- Inés Ferrer Suárez (lucky loser)

Giocatrici che hanno ricevuto un entry come Junior Exempt:
- Irina Chromačëva

## Campionesse

### Singolare
- Mariana Duque-Mariño ha battuto in finale  Claire Feuerstein con il punteggio di 4–6, 6–3, 6–2

### Doppio
- Vesna Dolonc /  Irina Chromačëva hanno battuto in finale  Naomi Broady /  Julia Glushko con il punteggio di 6–2, 6–0